# اس‌اس برلین (۱۸۹۴)
اس‌اس برلین (۱۸۹۴) (به انگلیسی: SS Berlin (1894)) یک کشتی بود که طول آن ۳۰۲ فوت ۵ اینچ (۹۲٫۲ متر) بود. این کشتی در سال ۱۸۹۴ ساخته شد.